# دک رمبو
دک رمبو (انگلیسی: Dack Rambo; ۱۳ نوامبر ۱۹۴۱ – ۲۱ مارس ۱۹۹۴) هنرپیشه اهل ایالات متحده آمریکا بود.
از فیلم‌ها یا برنامه‌های تلویزیونی که وی در آن نقش داشته‌است می‌توان به دالاس اشاره کرد.